# Volksgartenstraße 54

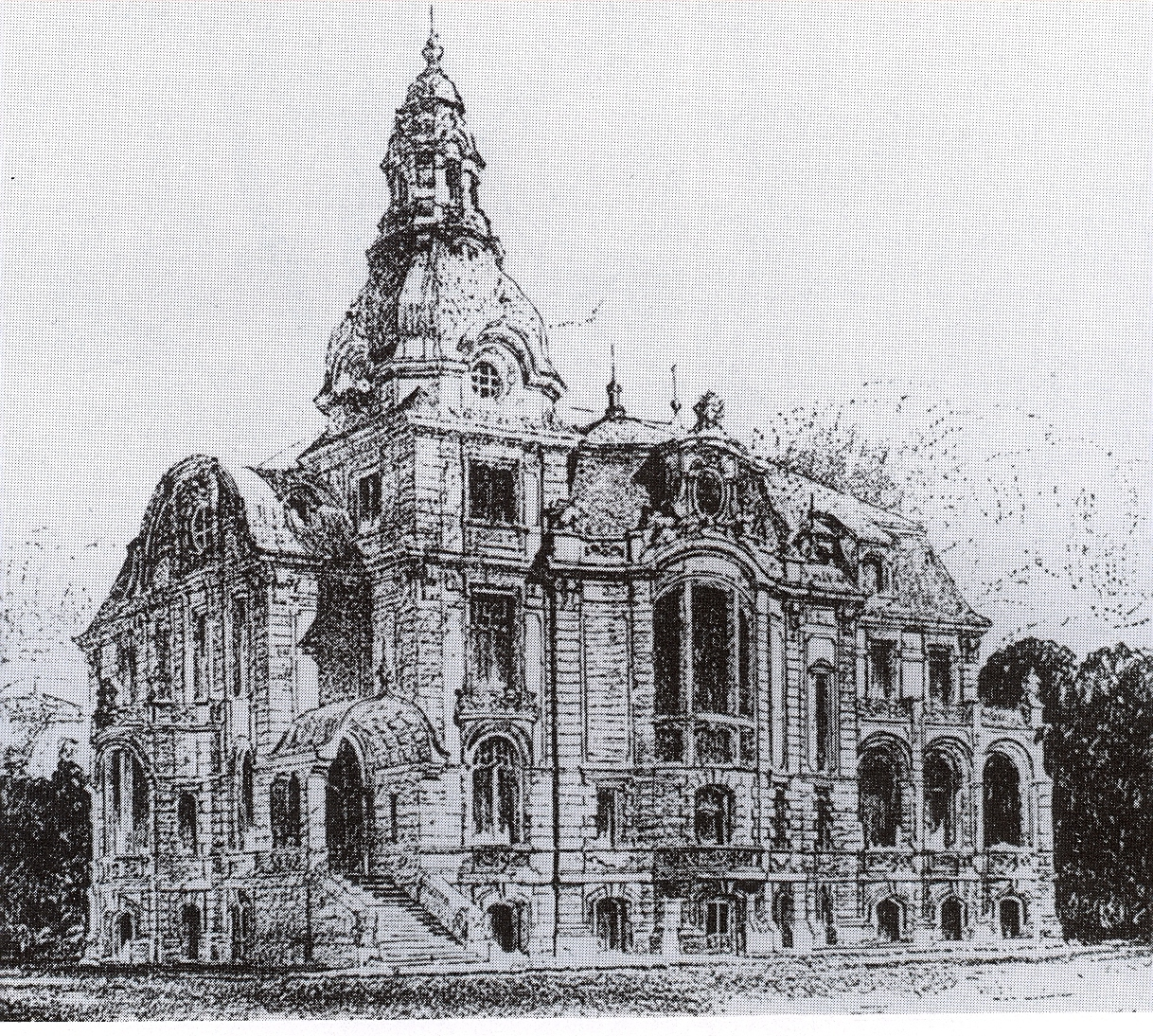
Ansicht der Gartenseite

Die Villa Volksgartenstraße 54 in Köln wurde 1899/1900 nach Entwürfen des Architekten Bruno Schmitz für den Schokoladenfabrikanten Carl Stollwerck im Stil des Neobarock erbaut. Ursprünglich hatte die Villa die Adresse Volksgartenstr. 58, um 1912 erfolgte die Umnummerierung nach 54. Das Gebäude wurde 1935 abgebrochen.

## Äußeres
Die Villa Stollwerck war ein Eckhaus mit Fronten zur Volksgarten- und zur Hardefuststraße. Die Hauptfassade war nach der Volksgartenstraße hin ausgerichtet. Diese Hauptfassade war mit zwei Büsten geschmückt, darüber befanden sich auf dem Hauptgesims neben einem ovalen Mansardfenster zwei Figuren, die den Handel und den Reichtum verkörperten. Auf der Vorder- und der Rückseite der Villa befand sich jeweils eine Veranda mit drei Arkadenbögen. An der Schmalseite des Hauses zur Hardefuststraße hin befand sich in einem Vorbau die mit Amoretten und Vasen geschmückte Apsis des Musiksaales, die andere Schmalseite wurde durch einen Wintergarten eingenommen. Im Garten stand ein Stallgebäude; das Anwesen war von einem eisernen Gitterzaun umgeben.
Der Kritiker Adolf Brüning äußerte:

„Trotz vieler vortrefflicher Einzelheiten gewährt die Villa Stollwerck in ihrer äusseren Erscheinung keinen reinen Genuss. Es scheint, dass für die schöpferische Kraft, die jene kyklopenhaften Kaiserdenkmäler aufgetürmt, hier der zu Gebote stehende Raum zu eng gewesen. Man hat das Gefühl, als stecke das Gebäude erst noch zur Hälfte im Boden, als müsse es wachsen und sich weiten, um dann auf grössere Massen und Flächen sein Ornament von strotzender Kraftfülle zu verteilen.“

## Inneres
Man betrat die Villa von dem Eingang an der Volksgartenstraße aus und gelangte hier zunächst in einen mit weißem Marmor ausgekleideten Vorraum, danach in die zwei Stockwerke umfassende Diele, dann in verschiedene Gesellschaftsräume. Es gab im Erdgeschoss einen Musiksaal, zwei Salons, einen Speisesaal, ein Billardzimmer und weitere Räumlichkeiten. Im Obergeschoss befanden sich die Wohnräume der Familie und eine Gastwohnung.
Die Deckenbilder und Buntglasfenster stammten von August Unger.

### Repräsentationsräume
Die Diele war zum Teil mit Eichenholz getäfelt; schräg hinter dem Eingang führte eine geschwungene Treppe in die oberen Geschosse hinauf und bildete dabei ein Podest, das durch ein buntes Glasfenster geschmückt war. Dieses Fenster zeigte die Gestalten des Glaubens, der Liebe und der Hoffnung in einem Schiff vor der aufgehenden Sonne. Unter dem Podest konnte ein Teil der Halle durch Vorhänge zu einem kleineren Empfangszimmer umgestaltet werden. Über dem Kamin in der Halle befand sich die Inschrift Mein Wort und Ehr' – mein Hort und Wehr. Wappen von Köln und Paris und allegorische Figuren, die Deutschland und Frankreich darstellten, schmückten die Halle und wiesen auf die Herkunft des Besitzerehepaares hin. Eine gewaltige achteckige Laterne vervollständigte die Einrichtung der Halle.
Der Musiksaal war durch Glastüren von dieser Halle abgetrennt. Seine Wände waren mit Onyx verkleidet, die Decke vergoldet. In der Apsis, die mit einem Goldmosaik und einem Buntglasfenster geschmückt war, stand ein Flügel. Das Fenster zeigte ein Bildnis der Poesie, umgeben von zwölf Komponisten auf blauem Hintergrund. Das Deckengemälde auf dem goldenen Tonnengewölbe zeigte die Gestalten der Harmonie und des Tanzes, vier Rundbilder mit der Götterdämmerung, Siegfried, Walküre und Rheingold. Ein Textband zog sich unterhalb der Decke um den Raum; es trug Text und Noten von Die Himmel rühmen des Ewigen Ehre aus Joseph Haydns Jahreszeiten. An den Wänden waren Putten mit Kränzen zu sehen. Die Längsseiten des Musiksaals nahmen mit blauem Samt bezogene Bänke ein, die mit Armlehnen in Löwengestalt und Schwanenstickereien verziert waren.
Der an den Musiksaal anschließende Salon war rotbraun getäfelt, die Möbel waren violett bezogen, der Kamin aus schwarzweißem Marmor, die Decke mit Goldmalereien von Unger verziert. An diesen Salon grenzte ein Damenzimmer an, das eine weiße Stuckdecke hatte und mit graugrünem Rips ausgekleidet war. In den Ecken der Decke waren Verkörperungen von Kunst und Wissenschaft, Handel und Industrie zu sehen.
Der Speisesaal war grün getäfelt und besaß ebenfalls einen Marmorkamin und eine weiße Stuckdecke. In den Zwickeln zwischen den Stichkappen standen sechs Frauengestalten, von denen Bänder ausgingen, die drei Rosetten an der Decke umgaben, von denen Lampen mit tropfenförmigem Behang aus opalisierendem Glas herabhingen. Gegenüber dem Buffet befanden sich drei rundbogige Fenster, auf denen Ceres zwischen einem säenden und einem erntenden Landmann abgebildet war. Vom Speisesaal aus gelangte man auch auf die Veranda und auch in den Wintergarten. Der Durchgang dorthin war mit zwei Frauen mit Füllhörnern geschmückt; im Wintergarten gab es zwei Wandbrunnen.
Das Billardzimmer war mit grau gebeizter Eiche getäfelt. In flachen geschnitzten Reliefs waren Tier- und Jagddarstellungen mit gotischen und romanischen Elementen zu sehen.

### Privaträume
Unger hatte den Flurraum, der sich im Obergeschoss an die Diele anschloss, mit gotisierendem Rankenwerk bemalt. Das Frühstückszimmer war mit Seidenstickereien von Marie Kirschner verziert. Brüning urteilte abschließend über das Haus und seine Einrichtung: „Trotz aller Prachtentfaltung herrscht doch überall der Ausdruck gediegener Vornehmheit ohne jeden aufdringlichen Prunk, eine Wirkung, die ebenso im Sinne des Bauherrn wie des Architekten geschaffen worden ist.“